# Viola Reggio Calabria 1987-1988
Questa voce raccoglie le informazioni riguardanti la Cestistica Piero Viola nelle competizioni ufficiali della stagione 1987-1988.

## Stagione
Sarà la seconda stagione che Viola disputerà in Serie A2 dalla sua fondazione nel 1966. La guida tecnica della squadra viene affidata a Tonino Zorzi.

## Maglie
Le maglie della squadra vedono confermato il main sponsor della stagione precedente la Standa e come sponsor tecnico Reebok. La maglia home sarà bianca con inserti arancioni.

## Roster
Rosa della Viola Reggio Calabria per la stagione 1987-1988 di Serie A2.
| Nome                                  | Nazionalità                                | Ruolo       | Nascita |
| ------------------------------------- | ------------------------------------------ | ----------- | ------- |
| Luca Ansaloni                         | Italia (bandiera)                          | guardia-ala | 1967    |
| Mario Simeoli                         | Italia (bandiera)                          | centro      | 1957    |
| Lucio Laganà                          | Italia (bandiera)                          | guardia     | 1963    |
| Kim Hughes                            | Stati Uniti (bandiera)                     | centro      | 1952    |
| Dan Caldwell                          | Stati Uniti (bandiera)                     | ala         | 1959    |
| Gerardo Brienza (dal 17/01/1988)      | Italia (bandiera)                          | centro      | 1967    |
| Stefano Attruia                       | Italia (bandiera)                          | playmaker   | 1969    |
| Donato Avenia                         | Italia (bandiera)                          | ala         | 1966    |
| Massimo Bianchi                       | Italia (bandiera)                          | playmaker   | 1955    |
| Mark Campanaro (fino all'11/05/1988)  | Stati Uniti (bandiera) · Italia (bandiera) | guardia     | 1954    |
| Giovanni Spataro (fino al 10/04/1988) | Italia (bandiera)                          | centro      | 1966    |
| Gustavo Tolotti                       | Italia (bandiera)                          | ala-centro  | 1967    |

## Risultati

### Serie A2
Durante la stagione regolare la squadra si piazzerà dopo 30 partite al 6ºposto ottenendo 17 vittorie e 13 sconfitte ed una differenza punti pari a +59 classificandosi ai Play-off.
Play-off

La Cestistica Piero Viola viene inserita nel Girone Giallo assieme ad altre 5 formazioni: la Pallacanestro Treviso, il Napoli Basket, la Fantoni Udine, lo Sporting Club Montecatini Terme e la Facar Pescara.  In questa fase la Viola otterrà su 10 giornate 5 vittorie e 5 sconfitte e una differenza punti di -3 classificandosi al 4°posto. Grazie a tale piazzamento si confermerà nella Serie A2 dell'anno successivo.

### Coppa Italia
La competizione vede impegnata la squadra nel primo turno dei sedicesimi di finale contro la Juvecaserta venendo sconfitta a Caserta con il risultato di 97-81 e uscendo dalla competizione.